# التجنيد في أستراليا

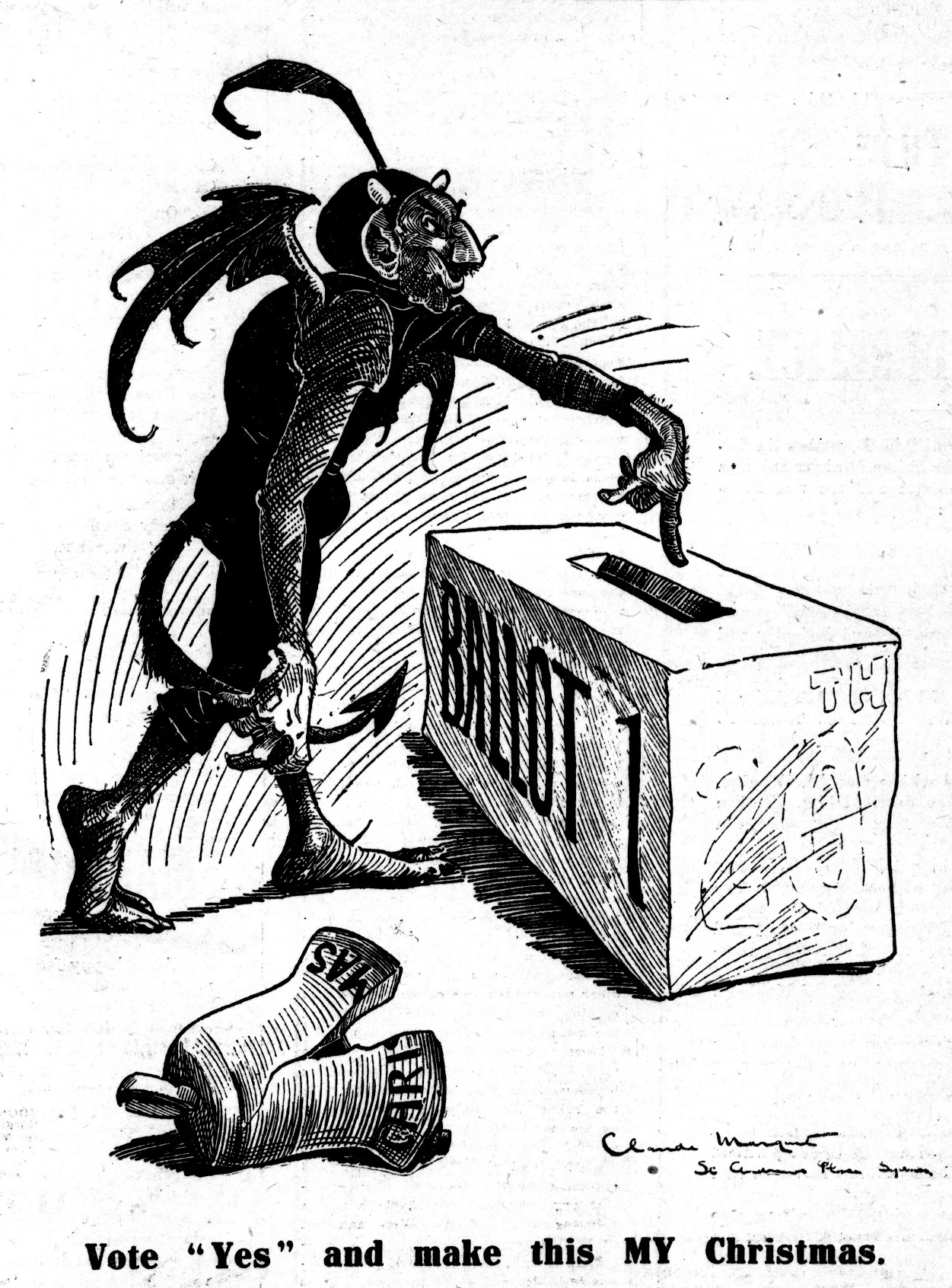
رسم كاريكاتوري مناهض للتجنيد الإجباري، نُشر في الأصل في مجلة العامل الأسترالي، 17 ديسمبر 1917

يمتلك التجنيد في أستراليا (أو الخدمة العسكرية الإلزامية المعروفة أيضًا باسم الخدمة الوطنية) تاريخًا مثيرًا للجدل يعود إلى السنوات الأولى من استقلال البلاد. تمتلك أستراليا حاليًا أحكام للتجنيد الإجباري فقط في أوقات الحرب عندما يأذن بها الحاكم العام، ويوافق عليها مجلس البرلمان في غضون 90 يومًا، على النحو المبين في الجزء الرابع من قانون الدفاع لعام 1903.

## التاريخ

### مخطط الخدمة الشاملة
أصدر ألفريد ديكين رئيس الوزراء الأسترالي في عام 1909 تشريعًا حول شكل من أشكال التجنيد الإجباري للأولاد من سن 12 إلى 14 عامًا، وللشباب من سن 18 إلى 20 عامًا لأغراض الدفاع عن الوطن. لم يسمح التشريع بتجنيد الجنود للخدمة في الخارج، ومُرِّر الأخير بدعم مشترك من حزب الحماية وحزب العمال الأسترالي. أنشأت حكومة حزب العمال الأسترالي نظامًا للتدريب العسكري الإجباري لجميع الذكور الذين تتراوح أعمارهم بين 12 و26 عامًا في 1 يناير 1911، بعد التوصيات المترتّبة على زيارة المشير الميداني هربرت كتشنر إلى أستراليا للإبلاغ عن الاستعداد الدفاعي للبلاد.
لاحظ جون باريت في دراسته فولينغ إن حول التجنيد الإجباري في فترة الشباب ما يلي:
سجّل في عام 1911 ما يقرب من 350.000 فتى تتراوح أعمارهم بين (10-17 عامًا) للتدريب الإلزامي حتى نهاية عام 1915. تعتبر كلمة شامل تسمية خاطئة، إذ أعفت السلطات المسؤولة نصف هذا العدد من التدريب، أو ربما لم يُسجَّلوا أبدًا، وانخفض عدد المجموعة إلى 175000.
كانت هناك معارضة شديدة لما يسمى تجنيد الأولاد. بحلول يوليو 1915 كان هناك حوالي 34000 ملاحقة قضائية و7000 حالة احتجاز لمتدربين، أو الآباء، أو أرباب عمل، أو أشخاص آخرين مُطالَبين بالتسجيل.